# 杉山光一
杉山 光一（すぎやま こういち、1986年9月11日 - ）は、日本の劇団俳優である。きくまるという芸名で活動している。所属事務所は、ショー劇。ワタナベエンターテイメントカレッジ卒業生。

## 人物
- 愛知県出身。
- 血液型はB型。

## 出演

### テレビドラマ
- 花ざかりの君たちへ〜イケメン♂パラダイス〜 （2007年、フジテレビ） - 陸上部員 役
- 肩ごしの恋人 （2007年、TBSテレビ）
- 世にも奇妙な物語 春の特別編 （2008年4月2日、フジテレビ）
- 花ざかりの君たちへ〜イケメン♂パラダイス〜涙の卒業式と7・1/2話SP（2008年10月12日、フジテレビ）

### 舞台
- ワタナベエンターテイメントカレッジ 第4期生卒業公演「ドラゴンスカイ」 （2009年2月）

### PV
- GHOSTY BLOW『チェンジ』
- リア・ディゾン『LOVE U』